# 찰스 램

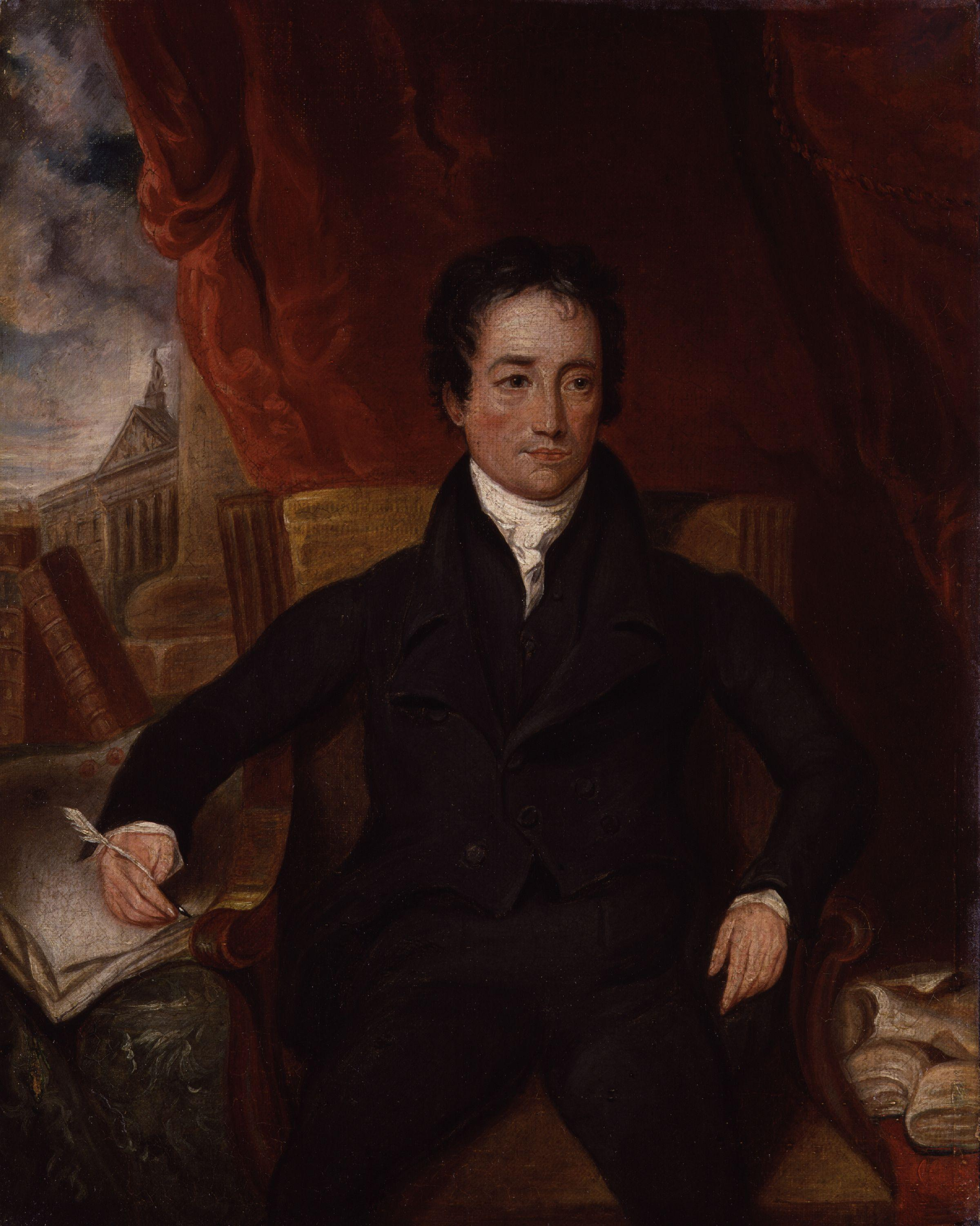
찰스 램

찰스 램(Charles Lamb ; 1775년 2월 10일 ~ 1834년 12월 27일)은 영국의 수필가 및 시인이다. 런던에서 출생한 그는 정신병 발작으로 어머니를 죽인 누나인 메리 램의 보호자로서 일생을 독신으로 보냈다. 아동들을 위한 《셰익스피어 이야기》는 셰익스피어의 작품에서 20편을 뽑아 누나 메리가 희극을 맡고 그는 비극을 맡아서 쉽고 아름다운 문장으로 쓴 것이다. 1823년부터 발표된 《엘리아 수필집》은 영국 수필 최고의 걸작중 하나로 불린다.